# Casino de Barcelona
El Casino de Barcelona, que comercialment usa la marca Casino Barcelona, és un casino de joc situat en els baixos de l'Hotel Arts de Barcelona. És gestionat per la societat Gran Casino de Barcelona, SLU, que al seu torn pertany al Grup Peralada.
En 2014 va ser la quarta empresa del sector del joc en Espanya en nombre d'ingressos, amb una facturació de 61 milions d'euros.

## Història
El matrimoni d'empresaris Artur Suqué i Carme Mateu, a través de la societat Inverama, va obrir el Gran Casino de Barcelona en 1978, aprofitant la legalització dels jocs d'atzar en finalitzar el franquisme. Malgrat aquesta autorització, la normativa de l'època encara prohibia l'establiment de casinos en zones metropolitanes, per la qual cosa, fins i tot portant el nom de Barcelona, el casino va estar inicialment situat a 40 quilòmetres de la ciutat, a Sant Pere de Ribas, en una torre coneguda com Mas Solers i que anteriorment havia pertangut al Marquès de l'Argentera

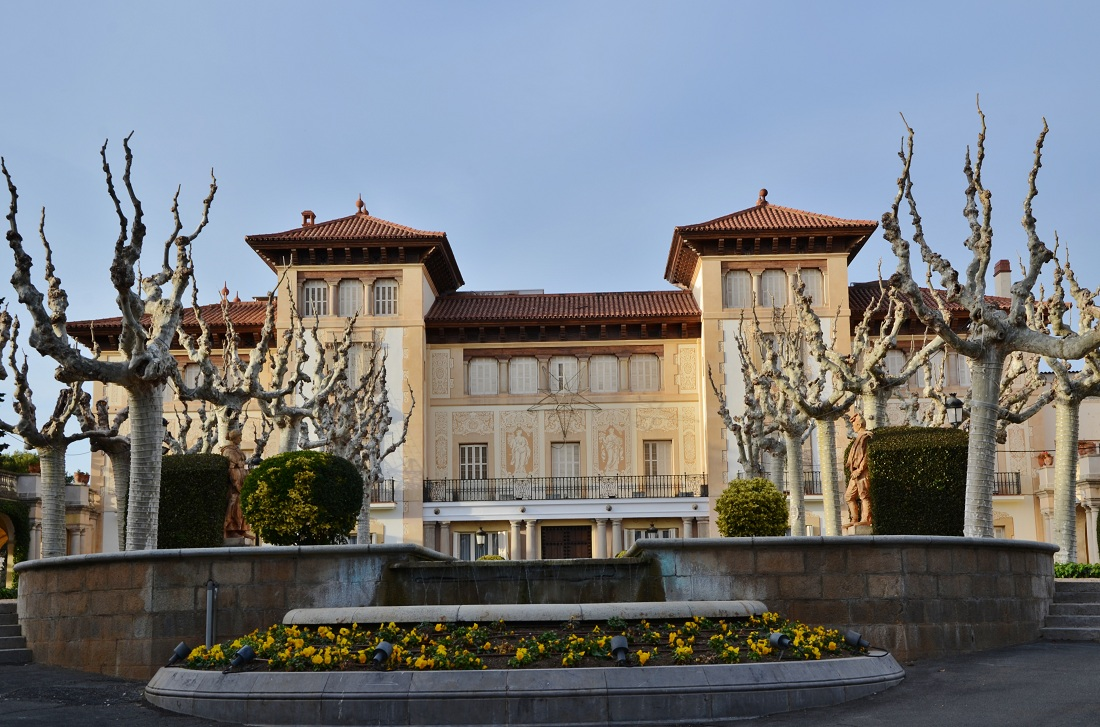
La finca Mas Soler de Sant Pere de Ribas, obra de Enric Sagnier, va ser la primera seu del Gran Casino de Barcelona.

Amb l'objectiu d'atreure un públic major, en 1998 Inverama va aconseguir l'autorització de la Generalitat de Catalunya i del Ajuntament de Barcelona per a traslladar-se a la ciutat comtal. A aquest efecte, va adquirir un local en el Port Olímpic de Barcelona, en els baixos del Hotel Arts, ocupats fins llavors pels grans magatzems de la cadena japonesa Sogo. El trasllat no va estar exempt de polèmica, i va ser pledejat sense èxit per associacions de ex ludópates, per empresaris del sector de les màquines recreatives i pel Partit per la Independència (PI), que va arribar a presentar un recurs davant el Tribunal Superior de Justícia de Catalunya.
Les noves instal·lacions es van inaugurar l'1 de juliol de 1999. Amb el trasllat a Barcelona, el casino va passar dels 2000 metres quadrats de Mas Solers a una superfície superior als 7000 metres quadrats, donant també cabuda a altres ofertes d'oci al marge del joc, com a restaurants i sales de balls i concerts. En 2012, CasinoBarcelona va ser dels primers casinos a Espanya a obtenir llicència per part de la Direcció General d'Ordenació del Joc, amb l'objectiu de poder operar 'en línia' a través del seu lloc web. La primera etapa del European Poker Tour va tenir lloc en 2004 en el Casino Barcelona i des de llavors ha estat parada en totes les edicions del circuit.